# Boaz (Bijbelse naam)

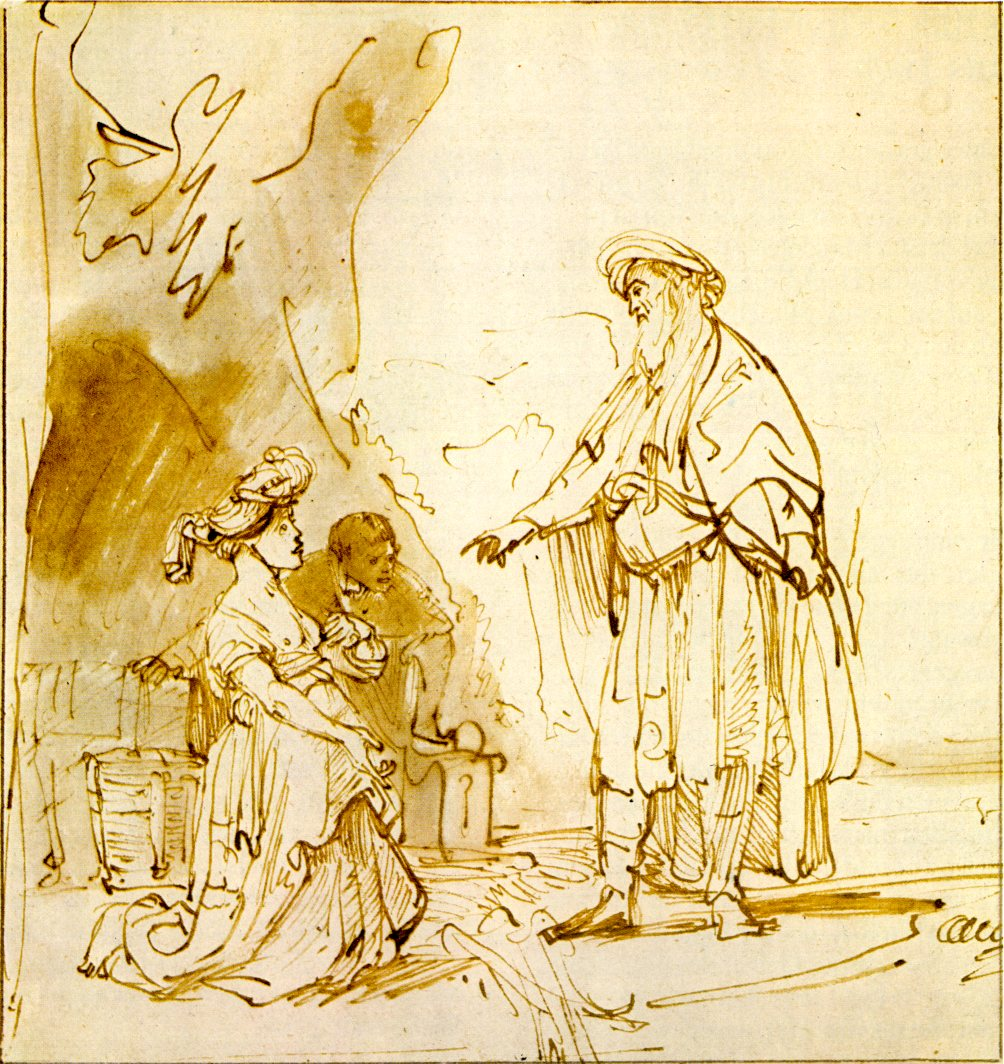
Boaz heet Ruth welkom op zijn korenveld (Rembrandt)

De naam Boaz betekent waarschijnlijk "in hem is kracht" of "scherp verstand". Boaz komt in de Bijbel voor.
Boaz is een van de hoofdfiguren in het boek Ruth in de Hebreeuwse Bijbel van de Bijbel. Zijn ouders waren Salman en Rachab, volgens Mattheus 1:5. De laatste kan, wegens het tijdsverschil, niet de prostituee Rachab uit Jozua 2 zijn. Toch zijn er uitleggers (exegeten) die geloven dat Rachab uit Jericho wel degelijk de moeder van Boaz was. De echtgenoot van Rachab is Salmon, die dan geboren is ten tijde van de veertigjarige verblijfstocht van Israël in de woestijn. Sommigen nemen aan dat Salmon een verspieder (spion) was die door Jozua was uitgezonden, ook al weten wij dat niet zeker. Maar het is wel degelijk mogelijk dat zowel Salmon en Rachab destijds nog zeer jong waren toen ze elkaar ontmoetten.
De voorvaders van Salmon behoorden tot de stam van Juda, men mag Boaz dus situeren in de regio van Bethlehem of Hebron. Boaz is een vermogende boer. Ruth komt met haar schoonmoeder Naomi terug uit Moab en Boaz toont grote waardering voor de trouw die Ruth betoont. Omdat hij familie is van Naomi, via de kant van haar man Elimelech, sluit hij een leviraatshuwelijk met haar. Boaz en Ruth krijgen een zoon: Obed, vader van Isaï en grootvader van Koning David.
Over de familierelatie tussen Boaz en de overleden man van Ruth wordt niets gezegd. Er komt een naamloze persoon in het verhaal voor die nauwer verwant is. Wellicht was deze een neef en Boaz een achterneef.

## Zuil
Boaz is ook de naam van de linkse van de twee koperen zuilen in de Tempel van Salomo, die opgesteld waren bij de voorhal van de hoofdzaal. De naam is waarschijnlijk een afkorting van een opschrift dat ongeveer zo luidde: "In de Heer is kracht". De rechterzuil heette Jachin.